# Avipes dillstedtianus
L'avipede (Avipes dillstedtianus) è un genere di rettili arcosauri piuttosto famoso nella letteratura divulgativa di qualche tempo fa, in quanto è spesso ritenuto essere uno dei dinosauri più antichi. Tuttavia gli unici resti conosciuti, risalenti ai primi tempi del Triassico superiore della Germania, sono dei metatarsi fusi insieme, per giunta incompleti. Forse Avipes non era nemmeno un dinosauro, ma un piccolo tecodonte bipede di circa 1,2 metri di lunghezza.